# شریاس تالپاده
شریاس تالپاده (مراتی: श्रेयस तळपदे، ۲۷ ژانویه ۱۹۷۶) بازیگر اهل کشور هند است.
وی بازیگر فیلم‌هایی همچون ام شنتی ام بوده است.

## فیلم‌شناسی
فهرست برخی از فیلم‌هایی که شریاس تالپاده در آنها به ایفای نقش پرداخته است:
- ام شنتی ام
- رؤیای ما پول است
- چشم‌ها
- هرج و مرج برمی‌گردد
- هرج و مرج ۳
- بذله‌گو
- خانه شلوغ ۲
- خانه شلوغ (فیلم ۲۰۱۰)
- هرج و مرج دوباره
- به ساجانپور خوش‌آمدید
- رشته
- برادر فوق‌العاده
- پسران پوستر
- کمک
- اقبال
- سرگرمی
- جلاد
- پراوین تمبه کیست؟
- اگر